# Єненко Юрій Олексійович
Ю́рій Олексі́йович Єне́нко (4 березня 1939, Кам'яний Брід — 30 жовтня 1996, Луганськ) — український лікар, письменник і культурний діяч.
Кандидат медичних наук, доцент кафедри урології та онкології Луганського державного медичного університету. Був членом Спілки письменників України (1995), Спілки журналістів України.

## Життєпис

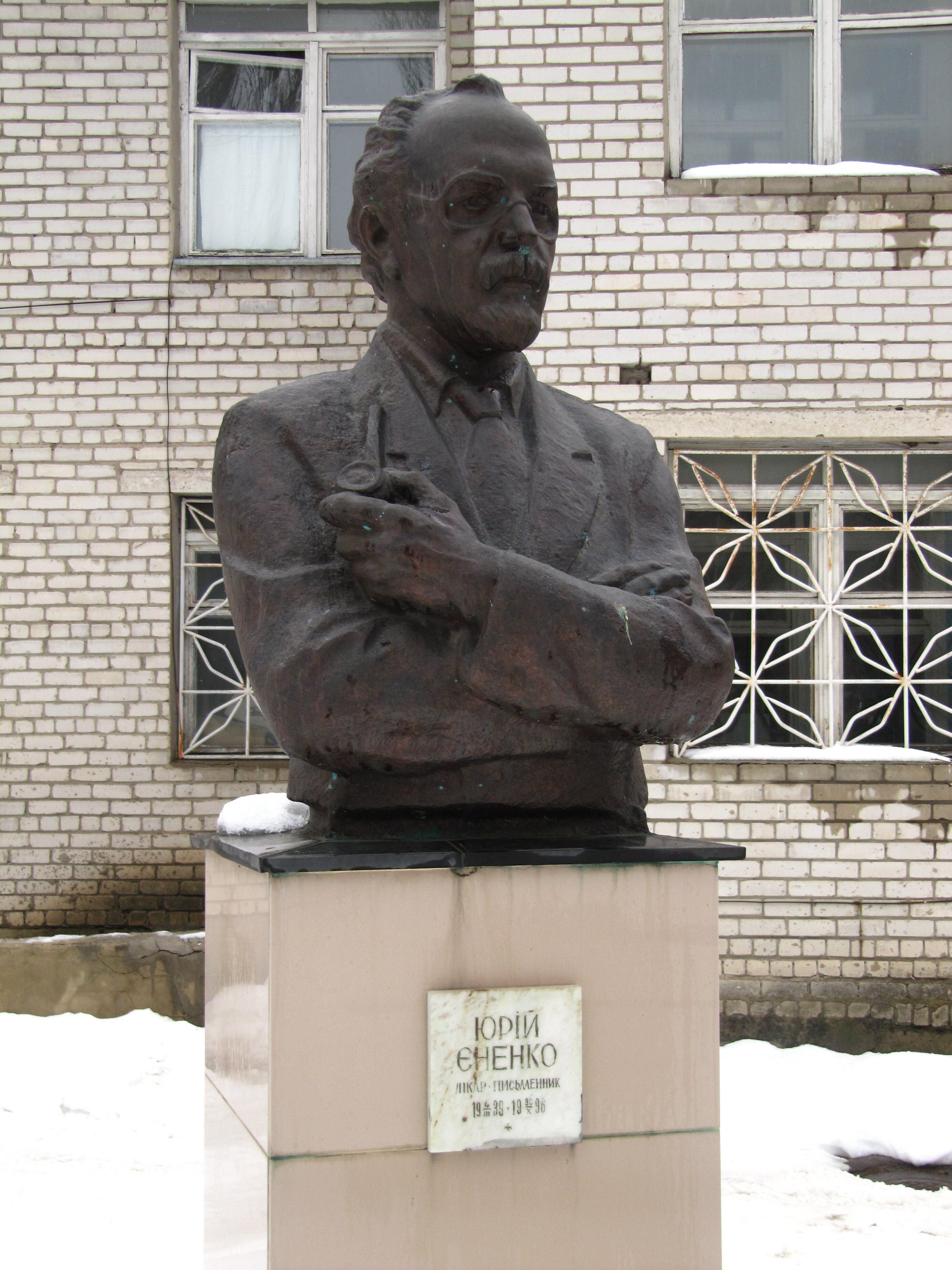
Юрій Єненко

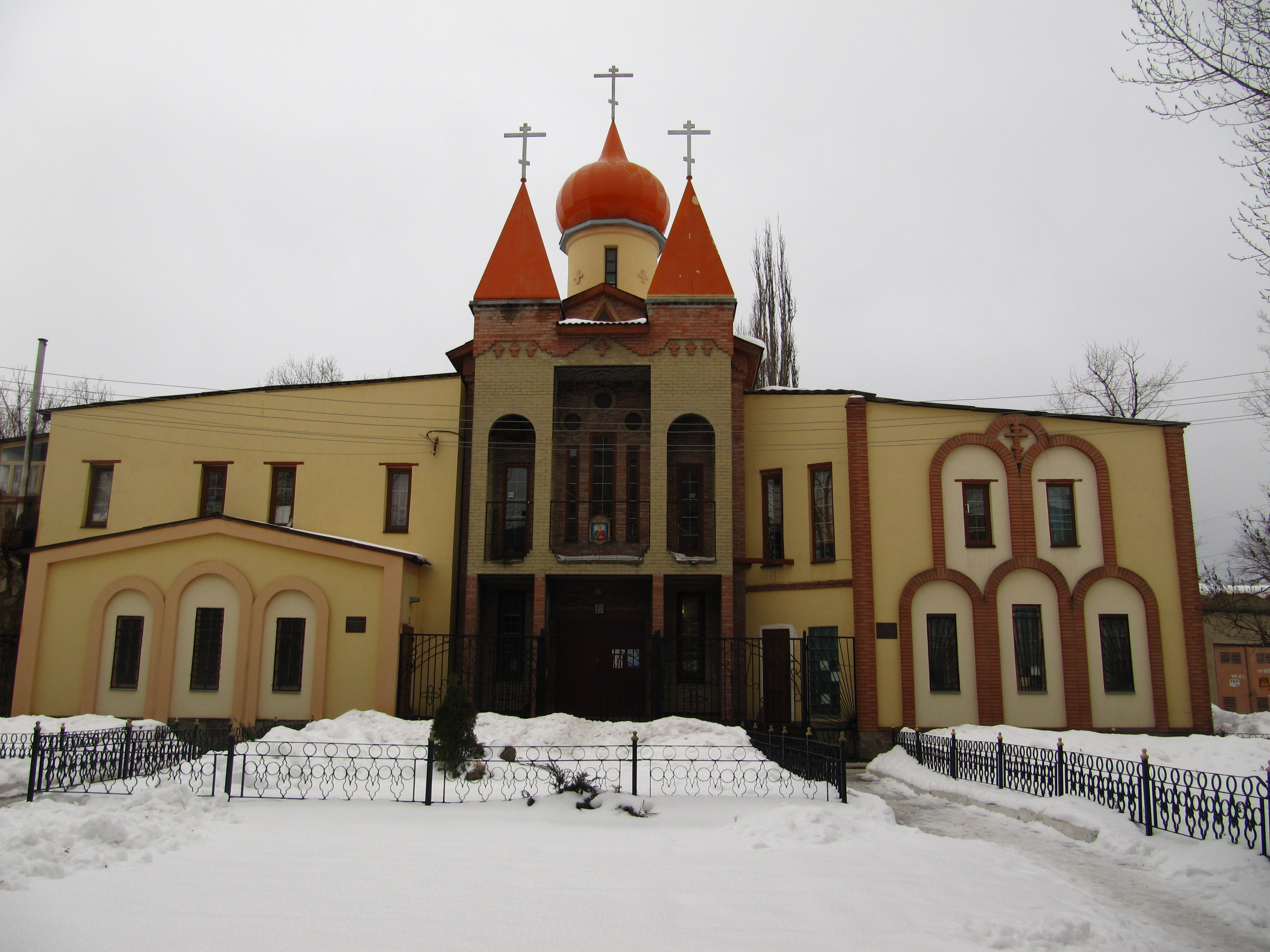
Церква св. Пантелеймона (МП) на території Луганського онкодиспансера

Юрій Олексійович Єненко належить до корінного східноукраїнського роду Єненко (Єна), що походить з села Весела Гора Бахмутського повіту Новоросійської губернії та документально простежується щонайменше від 1769 року, коли село належало прем'єр-майору  Бахмутського гусарського полку Костянтину Юзбаші. У другій половині ХІХ ст. пращури Юрія Єненка переселились до казенного села Кам'яного Броду Слов'яносербського повіту Катеринославської губернії, що згодом увійшло до складу Луганська.
У студентські роки Юрій Єненко працював лаборантом кафедри патологічної анатомії. 1964 року закінчив Луганський медичний інститут. Відтоді працював лікарем-анастезіологом у Луганському онкодиспансері. У 1971 році перейшов ординатором у торакальне відділення. Від січня 1973 по липень 1974 року удосконалював свою кваліфікацію на базі лабораторії патоморфології Київської академії ім. академіка Яновського науково-дослідного інституту туберкульозу та грудної хірургії. Із 1975 року — головний лікар Луганського онкодиспансеру. Автор понад ста публікацій з питань теоретичної та практичної медицини. Засновник журналу «Архіви онкології».
Навіть перебуваючи на медичній посаді, записував історичні спогади хворих, що походили з багатьох куточків краю, зокрема й про родину Алчевських, Всеволода Гаршина.
Ще від початку 1960-х після знайомства зі скульптором Ільком Овчаренком брав участь у творчому житті Луганська. Згодом неодноразово обирався депутатом у ради різних рівнів. За нетривалий період (17 березня 1992 року — 29 вересня 1994) перебування на посаді заступника голови Луганської облдержадміністрації з питань соціальної та гуманітарної політики
- організував видання літературно-публіцистичного альманаху «Бахмутський шлях»
- відновив музей Бориса Грінченка
- вів радіопередачі «Літературна карта Донбасу».[6]

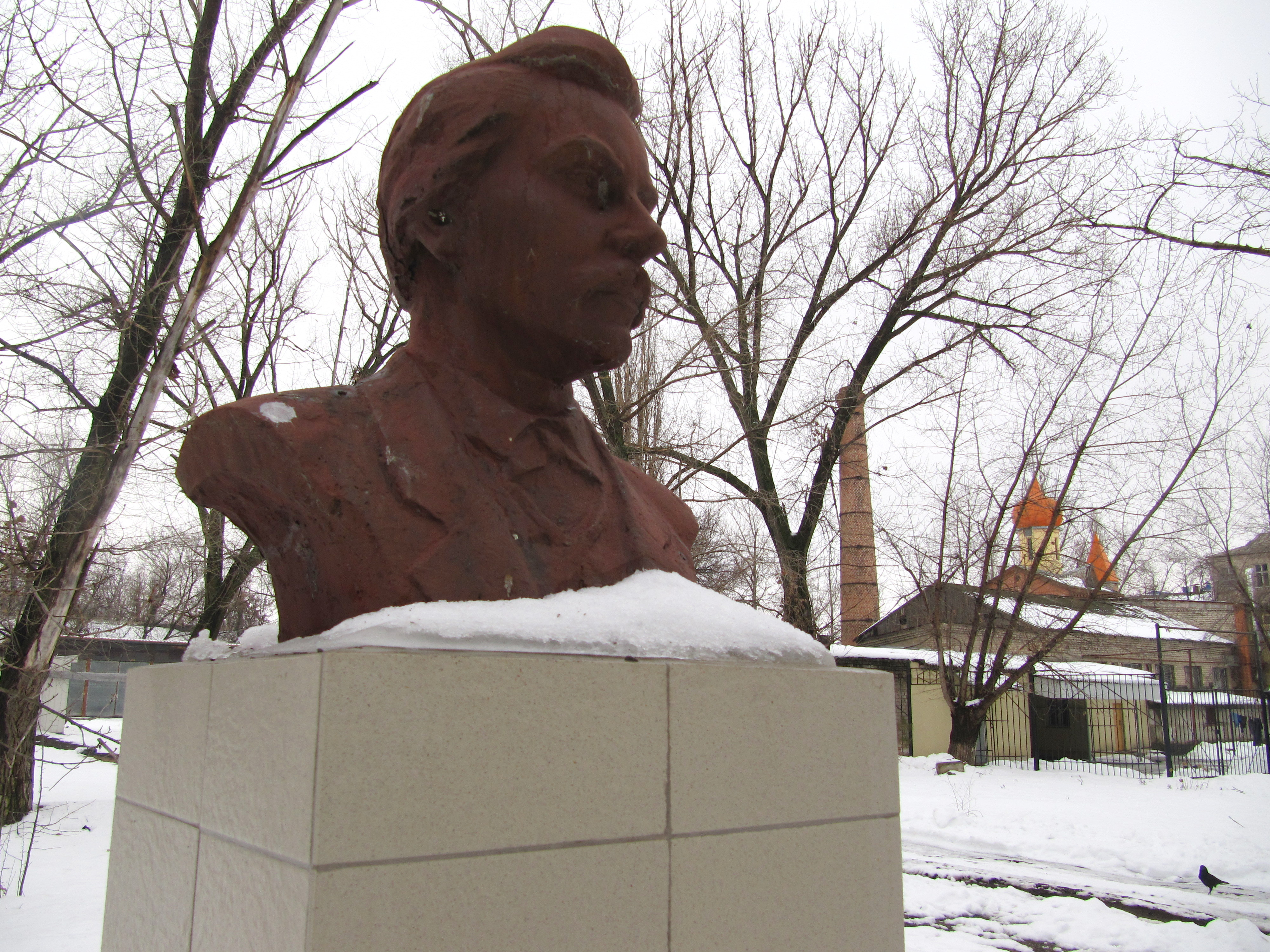
Степан Руданський

З ініціативи Єненка в Луганську з'явилися
- українські книгарні[джерело?]
- українсько-канадський центр «Відродження»
- літературно-історичний архів у відділі краєзнавства Луганської обласної наукової бібліотеки.

Єненко стояв біля джерел відновлення сучасного луганського українського козацтва,
- у скверику онкодиспансера спорудив галерею пам'ятників українським письменникам-лікарям: Володимиру Далю, Степану Руданському, Антону Чехову
- на території онкодиспансеру побудовано перший госпітальний храм Пантелеймона-Цілителя
- ініціював відкриття пам'ятного знаку українським козакам-засновникам Луганська до 400-річчя з дня народження Богдана Хмельницького[2][4]

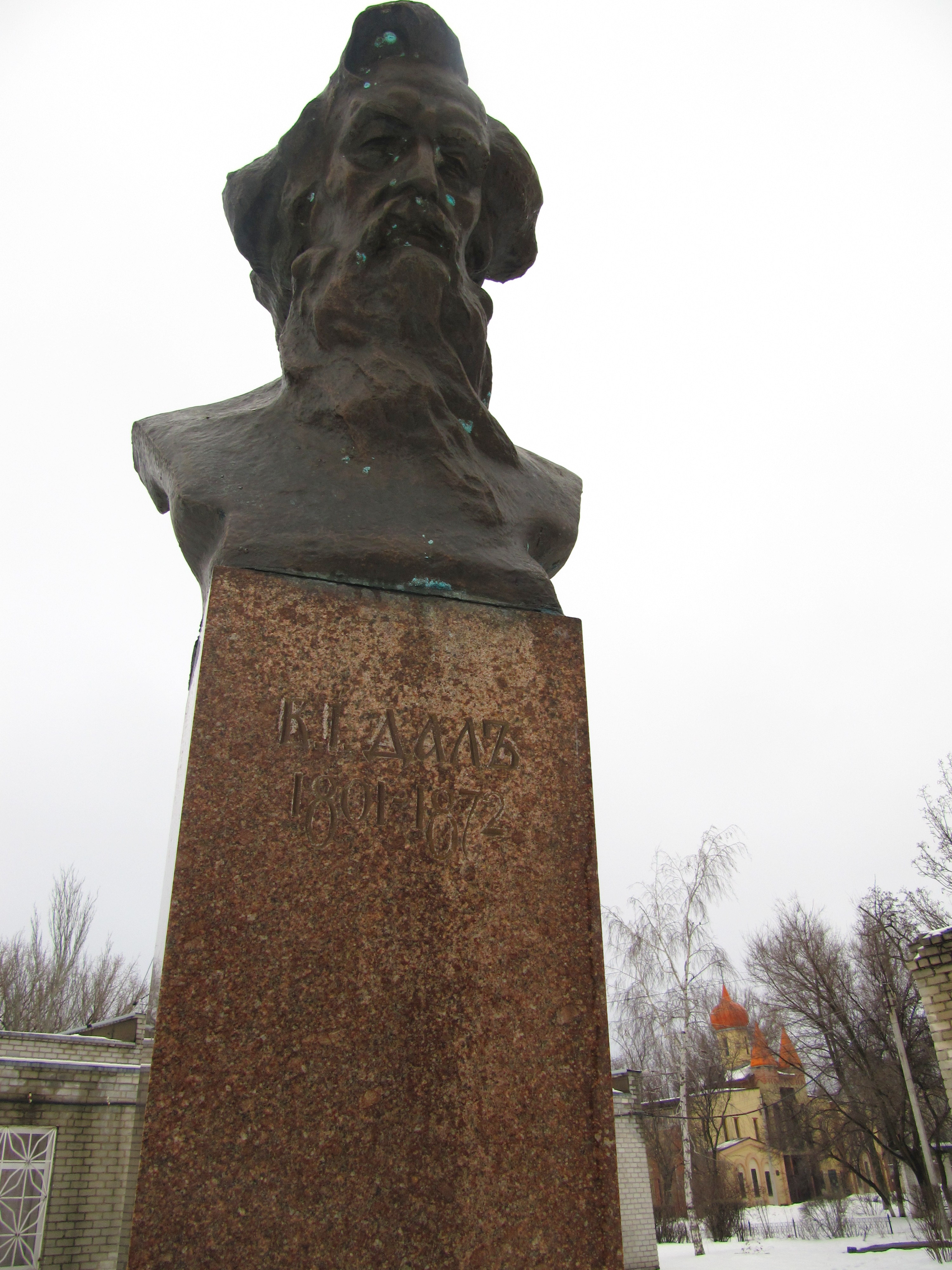
Володимир Даль. Автори: І. Овчаренко. В. Орлов. Вересень 1979

- заклав камінь до пам'ятника жертв Голодомору у Новоайдарі.[2]
- видавав газету «Кам'яний Брід»[4]
- сприяв спорудженню пам'ятника Тарасові Шевченку в Луганському[4]

Від 1994 був головним редактором літературно-публіцистичного журналу Луганської обласної організації Спілки письменників України «Бахмутський шлях».
1996 року помер у стінах рідного диспансеру від поширеного онкологічного захворювання.

## Доробок
Автор низки статей про Володимира Даля, Бориса Грінченка, Антона Чехова, Всеволода Гаршина.
Перебуваючи в Нижньому Новгороді, Юрій Єненко досліджував діяльність Володимира Даля на Поволжі, зокрема його зустріч з Тарасом Шевченком. За підсумком дослідження, 1968 року в «Прапорі перемоги» вийшла його перша стаття «Кобзар і Козак Луганський». Інтерес до життя Володимира Даля пройшов через усе життя Юрія Єненка, який був зокрема й серед ініціаторів заснування музею Даля в Луганську 1986 року.
Під кінець життя вийшли книги нарисів Єненка:
- «Слово про Козака Луганського» (1994)
- «Промінь добра» (1994)
- «Дума про Чехова» (1996)

### Статті та публікації
- Єненко Ю. О., Матюхін П. В. та ін. Досвід застосування рефлексотерапії в комплексному лікуванні онкологічних хворих// Архів онкології .- 1996.- N 1.- с.138.
- Єненко Ю. О., Родомський В. Т. Імуно-мікробіологічні паралелі у хворих на рак легенів // «Лабораторні методи дослідження в діагностиці та оцінці ефективності лікування злоякісних пухлин».-Черкаси,1994.- с.2.
- Єненко Ю. О., Шкондін О. М. та інші. Комплексна променева діагностика захворювань щитовидної залози // "Променева діагностика захворювань голови та шиї ".-Київ,1994.-с.1.
- Єненко, Ю. Апостоли слов'янської культури [Текст]/Ю. О. Єненко // Молодогвардієць. –1988. — 22 листоп. — С. 4.
- Єненко, Ю. О. Від народного музею Б.Грінченка — до літературно-природного заповідника/Ю. О. Є ненко // Два крила духовності. — Луганськ,1993. — С. 97.
- Єненко, Ю. О. Життя і творчість Б.Грінченка — ключ до розуміння сенсу нашого життя: Вступне слово / Ю. О. Єненко // Проблеми творчої спадщини Бориса Грінченка: Тези доповідей республіканської наукової конференції, присвяченої 130-річчю з дня народження Б. Д. Грінченка. — Луганськ, 1993. — С. З.
- Єненко Ю. О., Хворостяний та інші. Магнітно-резонансна томографія мозку ліквідаторів наслідків аварі на ЧАЕС //"Променева діагностика захворювань голови та шиї .-Київ,1994.-с.1.
- Єненко, Ю. На уклін до Б. Д. Грінченка [Текст]/Ю. О. Є ненко // Прапор перемоги. — 1990. — 5 груд.
- Єненко, Ю. Над річкою Білою [Текст]/Ю. О. Є ненко // Молодогвардієць.–1986.– 23 серп.
- Єненко Ю. Над річкою Білою: Слідами Б. Д. Грінченка[Текст]/Ю. О. Єненко // Донбас.– 1988. — № 6. С. 106—108.
- Єненко Ю. О., Лофицький С. Л. та ін. Рентгенотопометрія та магнітно-резонансна томографія в оцінці ефективності лікування // «Лабораторні методи дослідження в діагностиці та оцінці ефективності лікування злоякісних пухлин».-Черкаси,1994.-с.2.
- Єненко Ю. О., Чуб В. В. та ін. Соціально-гігієнічні дослідження причин занедбаності злоякісних новоутворень //Роль і місце облонкодиспансерів в організації онкологічної допомоги населенню України. Науково-практична конференція онкологіїв.-Полтава,1994.-с.35.
- Єненко, Ю. Наші кревні: Грінченки й Алчевські на Луганщині [Текст]/ Єненко Ю., Войтенко 3.,Чернявський М. // Літературна Україна. — 1993. — 21 січ. — С. 5.
- Єненко, Ю. Олексіївці у Грінченка [Текст]/Ю. О. Є ненко, Алексеєва Л. В // Демократична Україна.-1992. — З листоп. — С. 4.
- Єненко, Ю. Про невідомий автограф, екологію духовності та інше / [Текст]/Ю. О. Є ненко / Молодогвардієць. — 1989. — 4 квіт.
- Єненко Ю. О. Імунодефіцити і злоякісні новоутворення у дітей в екологогосподарських регіонах Луганської області //Экология Донбасса.- Луганск,1993.- с.5.
- Єненко Ю. О. Екологія та відтворення народу України // Экология Донбасса.- Луганск,1993.-с.1 Ененко Ю. А., Фролов В. Н., Пересадин Н. А. Иммунные и цитогенетические нарушения у детей, подвергшихся воздействию радиационного фактора низкой интенсивности, проживающих в регионе Донбасса, и их коррекция // Архив клинической и экспериментальной медицины.-1993.-т.2, N 1 («Здоровье») /Донецк/.-с.2.
- Єненко, Ю. У бронзі повернувся навіки [Текст]/Ю. О. Є ненко // Прапор перемоги. — 1988 . –27 листоп.
- Єненко Ю. О. Онкологічна патологія в структурі причин смерті ліквідаторів аварі на Чорнобильській АЕС // Архів онкології .-1996.- N 1.- с.32.
- Єненко Ю. О., Проценко В. А. Сполучена променева терапія раку ротової порожнини // Сучасні методи ранньої діагностики та лікування злоякісних пухлин візуальних локалізацій.-Київ,1993.-с.8.